# 바르샤바 1944
《바르샤바 1944》(Warsaw 44)는 폴란드에서 제작된 얀 코마사 감독의 2014년 드라마, 전쟁 영화이다. 소피아 비츨라츠 등이 주연으로 출연하였다.

## 출연

### 주연
- 소피아 비츨라츠
- 안나 프루흐니악
- 요제프 파블로프스키

### 조연
- 마우리치 포피엘
- 막스 리멜트

## 배경
이 영화는 폴란드 영화관에서 바르샤바 봉기 70주년을 기념하여 개봉되었다.